# 花畑町停留場
花畑町停留場（日语：／ Karashimacho teiryūjō */?），又稱花畑町電車站，是位於熊本縣熊本市中央區花畑町，熊本市交通局（熊本市電）幹線的電車站。車站編號為9。A系統和B系統停靠此站。

## 歷史
- 1924年（大正13年）8月1日 - 公會堂前停留場啟用。
- 1928年（昭和3年）3月1日 - 電車站遷移，電車站改名為電話課前停留場，翌年名稱再次改回公會堂前停留場。
- 日期不明 - 電車站改名為城前停留場。
- 1961年（昭和36年）9月15日 - 電車站改名為熊本城市民會館前停留場。
- 日期不明 - 電車站改名為熊本城前停留場。
- 2011年（平成23年）3月1日 - 電車站改名為花畑町停留場。

## 電車站構造
此電車站設有2面2線的相對式低地台月台。月台與路邊行人路之間設有行人過路處。此站可讓輪椅人士上落。

### 運行系統
此電車站是幹線電車站之一。■A系統和■B系統會駛入此站。
| 月台                      | 路線           | 上下行 | 方向                                       |
| ------------------------- | -------------- | ------ | ------------------------------------------ |
| 東邊（銀座通一方）        | ■A系統         | 上行   | 辛島町、河原町、熊本站、田崎橋方向         |
| 東邊（銀座通一方）        | ■B系統         | 上行   | 辛島町、洗馬橋、本妙寺入口、上熊本方向     |
| 西側（NHK熊本放送局一方） | ■A系統、■B系統 | 下行   | 通町筋、新水前寺站、水前寺公園、健軍町方向 |

## 使用狀況
| 1日上下車人次變化 | 1日上下車人次變化 |
| 年度              | 1日平均人次       |
| ----------------- | ----------------- |
| 2011年            | 1,853             |
| 2012年            | 1,969             |
| 2013年            | 1,987             |
| 2014年            | 2,387             |
| 2015年            | 2,323             |

## 電車站周邊
電車站東邊設有地方銀行的分店和餐廳，也有一些大廈群。此外，電車站周邊為熊本市商業、金融區域。
- NHK熊本放送局（2017年6月5日遷移至千葉城町）
- 熊本城 - 此電車站與熊本城·市役所前停留場都比較近
  - 櫻之馬場 城彩苑
- 熊本市民會館（日语：熊本市民会館）
- 熊本市國際交流會館（日语：熊本市国際交流会館）
- 熊本縣物產館
- 熊本中央警署（日语：熊本中央警察署）花畑交番
- NTT西日本（日语：西日本電信電話）熊本分店
- 朝日新聞第一生命大廈

- 朝日新聞熊本總局
- 近畿日本旅遊九州熊本分店
- 韓亞航空熊本分店
- 里索那銀行熊本分店

- 瑞穗銀行熊本分店
- 福岡銀行熊本營業部
- 瑞穗證券熊本分店
- 大和證券熊本分店
- 野村證券熊本分店
- 西日本都市銀行熊本分店
- 南日本銀行（日语：南日本銀行）熊本營業部
- 肥後銀行銀座通分店
- 熊本銀行（日语：熊本銀行）花畑分店
- 熊本第一信用金庫（日语：熊本第一信用金庫）總店
- 大熊本証券（日语：大熊本証券）總部
- 花畑公園
  - 舊代繼宮蹟（現：花畑公園）大樟樹 （熊本市指定天然紀念物）
- 國立醫院機構熊本醫療中心（日语：国立病院機構熊本医療センター）
  - 熊本醫療中心附屬看護學校（日语：熊本医療センター附属看護学校）

## 巴士路線
熊本城前巴士站（位於電車站東邊銀座通）
- ○熊本都市巴士（日语：熊本都市バス） - 連接櫻町巴士總站方向和南熊本站方向的路線（南1、南4系統）
- ●熊本巴士（日语：熊本バス） - 御幸木部線（南2系統）

其他路線可於電車站西邊的熊本櫻町巴士總站乘坐。

## 相鄰電車站
熊本市交通局
■A系統、■B系統（幹線）
辛島町（8）－花畑町（9）－熊本城·市役所前（10）

## 注腳
1. ↑  国土数値情報(駅別乗降客数データ)  （页面存档备份，存于）（日語） - 國土交通省，2018年3月27日參閲

## 外部連結
- 熊本市交通局 （页面存档备份，存于）（日語）